# Ekstertangare
De ekstertangare (Cissopis leverianus) is een zangvogel uit de familie Thraupidae (tangaren).

## Kenmerken
Deze vogel heeft een blauwzwarte kop, mantel, keel en borst en een witte buik. De lange, zwarte staartveren hebben witte toppen en de vleugels zijn zwart met wit. De lichaamslengte bedraagt 28 cm.

## Leefwijze
Deze soort eet zaden, vruchten en insecten. Meestal komt hij voor in paren of kleine groepen. Het zijn lawaaiige en opvallende vogels die met hun luide, metaalachtige roep hun aanwezigheid verraden en bovendien op in het oog lopende uitkijkposten zitten.

## Voortplanting
Het nest is groot en komvormig en is gemaakt van kleine takjes en gras, met een zachte voering van gras. Het is goed verstopt in dicht gebladerte.

## Verspreiding en leefgebied
Deze soort komt voor in Zuid-Amerika in nevelbossen en regenwouden, tot een hoogte van 2000 m op de oostelijke hellingen van de Andes, maar ook in cultuurlandschappen (in de buurt van rivieren) en in voorsteden.
De soort telt twee ondersoorten:
- C. l. leverianus: van oostelijk Colombia en zuidelijk Venezuela via de Guyana's en amazonisch Brazilië tot centraal Bolivia.
- C. l. major: Paraguay, zuidoostelijk Brazilië en noordelijk Argentinië.